# Amylosporus
Amylosporus ist eine Pilzgattung innerhalb der Familie der Bergporlingsverwandten (Bondarzewiaceae). Die Vertreter der Gattung haben mehr oder weniger gestielte bis resupinate, poroide Fruchtkörper und ein dimitisches Hyphensystem. Die Septen der Hyphen tragen teilweise Schnallen, teilweise sind sie schnallenlos. Außerdem findet man gloeoplere Hyphen und amyloide, meist feinwarzig ornamentierte Sporen. Die tropisch bis subtropisch verbreitete Gattung scheint nahe mit den Bergporlingen verwandt zu sein, die sich aber durch ihr grobes Sporenornament unterscheiden. Die Weißfäulepilze leben saprobiontisch auf Holz, die Typusart Amylosporus campbellii (syn.: Tyromyces graminicola) aber lebt möglicherweise parasitisch auf Gräsern.

## Merkmale
Die gestielt bis sitzenden Fruchtkörper wachsen auf dem Boden oder auf Holz, einige Arten sind aber auch mehr oder weniger resupinat. Ihr Hut ist ocker bis ledergelb und ihr Kontext weiß bis blass braun gefärbt. Die Poren sind klein und ganzrandig. Das dimitische Hyphensystem besteht aus hyalinen, dünnwandigen generativen Hyphen, deren Septen teilweise Schnallen tragen und teilweise schnallenlos sind. Selbst auf der gleichen Hyphenzelle kann man Septen mit und Septen ohne Schnallen finden. Die dickwandigen bis fast vollständig ausgefüllten, hyalinen Skeletthyphen sind unverzweigt bis mäßig verzweigt. Außerdem findet man gloeoplere Hyphen, die aber oft nur schwer zu finden sind. Zystiden kommen nicht vor. Die ellipsoiden Sporen sind glatt oder fein warzig ornamentiert und färben sich mit Jodreagenzien blau bis grau an.

## Ökologie und Verbreitung
Die tropischen bis subtropischen, saprobiontischen Weißfäulepilze wachsen entweder auf Holz oder auf dem Boden. Die Typusart lebt möglicherweise parasitisch auf Gräsern. Amylosporus bracei ist von den Bahamas bis nach Nordargentinien verbreitet. Der Weißfäulepilz Amylosporus wrightii, der auf Laubholz wächst, kommt im subtropischen Regenwald von Argentinien vor, während Amylosporus campbellii meist auf dem Boden im Gras wächst. Er wurde aber auch in Bambuswäldern gefunden. Die Art ist in den Tropen und Subtropen weitverbreitet. Nachweise gibt es aus den USA, Jamaika, Bermuda, den Westindischen Inseln, Brasilien, Venezuela, Nigeria, Kenia, Tansania, Pakistan, Indien und Sri Lanka. Amylosporus ryvardenii wächst auf Laubholz und Bambus. Er wurde bisher nur in Afrika (Malawi und Ghana) nachgewiesen.

## Systematik
Die Gattung Amylosporus wurde 1973 von L. Ryvarden neu beschrieben und ist ziemlich gut gekennzeichnet. Nur wenige gestielte Porlinge mit einem dimitischen Hyphensystem haben generative Hyphen, bei denen man sowohl Septen mit Schnallen als auch schnallenlose Septen findet. Auch gloeoplere Hyphen sind sehr selten unter den gestielten Porlingen. Die Sporen von Amylosporus sind feinwarzig und unterscheiden sich so von den sonst ähnlichen Bergporlingen, die grob warzig ornamentierte Sporen besitzen. Neuste molekularbiologische Untersuchungen zeigen, dass Amylosporus bracei nicht mit der Typusart verwandt ist, sondern nur eine geringe Ähnlichkeit mit Wrightoporia lenta und W. luteola aufweist. Die Verwandtschaftsverhältnisse innerhalb der Gattung und die Stellung der Gattung innerhalb des russuloiden Stammbaums sind nach wie vor unklar.

## Arten
Der tropisch bis subtropischen Gattung werden gegenwärtig (Stand 2014) fünf Arten zugeordnet. In Europa ist die Gattung nicht vertreten.
| Wissenschaftlicher Name   | Autor                               |
| ------------------------- | ----------------------------------- |
| Amylosporus bracei        | (Murrill) A. David & Rajchenb. 1985 |
| Amylosporus campbellii    | (Berk.) Ryvarden 1977               |
| Amylosporus daedaliformis | G.Y. Zheng & Z.S. Bi 1987           |
| Amylosporus ryvardenii    | Stalpers 1996                       |
| Amylosporus wrightii      | Rajchenb. 1983                      |